# Coming Out (1989.)
Coming Out istočnonjemački je film iz 1989. godine redatelja Heinera Carowa. Film prati srednjoškolskog profesora, Philippa Klarmanna, kroz proces prihvaćanja vlastite seksualne orijentacije, tj. homoseksualnosti. Jedan je od posljednjih filmova istočnonjemačkog državnog filmskog studija, DEFA-e, kao i jedini koji se bavi problemima homoseksualnih osoba. Premijera filma održana je u berlinskom Kinu International 9. studenog 1989., kada je srušen i Berlinski zid.

## Glumci
- Matthias Freihof kao Philipp Klarmann
- Dagmar Manzel kao Tanja
- Dirk Kummer kao Matthias
- Michael Gwisdek kao Achim
- Gudrun Ritter kao Frau Moellemann
- Walfriede Schmitt kao Philippova majka
- Axel Wandtke kao Jakob
- Pierre Bliss kao Araber
- Thomas Gumpert kao Larry
- Ursula Staack kao Wanton
- Robert Hummel kao Lutz

## Vanjske poveznice
- Stranica filma na IMDb-u